# Менгишево
Менгѝшево (до 1934 г.: Кьопек кьой) е село в Североизточна България, община Върбица, област Шумен.

## География
Село Менгишево се намира на около 35 km югозападно от областния център град Шумен, около 5 km север-северозападно от общинския център град Върбица и около 20 km изток-югоизточно от град Омуртаг. Разположено е в историко-географската област Герлово, край левия (северния) бряг на река Голяма Камчия, на около 2 km запад-северозападно от югозападния ръкав на язовир „Тича“, в който се влива реката. Надморската височина при джамията в южния край на Менгишево е около 205 m и нараства до около 240 m в северния край на селото.
Климатът е умереноконтинентален.
През село Менгишево минава първокласният републикански път I-7, водещ на север през селата Конево и Иваново и град Велики Преслав до връзка при град Шумен с автомагистрала „Хемус“, а на юг – през град Върбица и пътния възел „Петолъчката“ до връзка с автомагистрала „Тракия“.
В землището на Менгишево има 3 микроязовира.
Землището на село Менгишево граничи със землищата на: село Плъстина на север; село Конево на североизток; село Кьолмен на изток; град Върбица на югоизток; село Станянци на юг; село Величка на югозапад; село Церовище на запад.
По данни от 1970-те години, в селското стопанство поминъкът на населението на Менгишево се е основавал на производството на зърнени култури, тютюн, овощия, отглеждането на овце, говеда, свине; имало е тютюнева сушилня.

## Население
Числеността на населението на село Менгишево според преброяванията през годините е както следва:
| \| Година на преброяване \| Численост \| \| --------------------- \| --------- \| \| 1934 \| 862 \| \| 1946 \| 997 \| \| 1956 \| 953 \| \| 1965 \| 906 \| \| 1975 \| 702 \| \| 1985 \| 680 \| \| 1992 \| 492 \| \| 2001 \| 459 \| \| 2011 \| 458 \| \| 2021 \| 289 \| |           |
| Година на преброяване | Численост |
| 1934 | 862       |
| 1946 | 997       |
| 1956 | 953       |
| 1965 | 906       |
| 1975 | 702       |
| 1985 | 680       |
| 1992 | 492       |
| 2001 | 459       |
| 2011 | 458       |
| 2021 | 289       |

Етническият състав на населението на село Менгишево по данните за етническите групи според преброяването на населението през 2011 г. е както следва:
|                     | Численост | Дял (в %) |
| Общо                | 458       | 100,00    |
| Българи             | 38        | 8,29      |
| Турци               | 125       | 27,29     |
| Цигани              | 186       | 40,61     |
| Други               | ?         | ?         |
| Не се самоопределят | ?         | ?         |
| Неотговорили        | 80        | 17,46     |

## История
Селото е в България от 1878 г. През 1934 г. дотогавашното му име Кьопек кьой е променено на Менгишево.
Начално училище „Иван Рилски“ в село Менгишево е основано през 1923 г. През 1998 г. началното училище – село Конево и основното училище „Иван Рилски“ – село Менгишево се преобразуват в Основно училище „Никола Йонков Вапцаров“ – село Менгишево. Училището съществува и действа до 2008 г., когато е закрито.. Има данни за съществуването в Менгишево на частно турско училище през периода между 1923 и 1947 г.
Читалището в село Менгишево е основано през 1934 г. по инициатива на учителите Бойчо Иванов, Николай Пеев и Стефка Стаматова. Към читалището функционират библиотека, състави за художествена самодейност.

## Обществени институции
Село Менгишево към 2023 г. е център на кметство Менгишево.
В село Тушовица към 2023 г. има:
- действащо читалище „Н. Й. Вапцаров 1934“;[14][15]
- джамия;[16]
- пощенска станция;[17]
- целодневна детска градина „Червената шапчица“.[18]

## Културни и природни забележителности
Известна на археологията е селищна могила „Ясъ юк“, датирана от средния и късния халколит, с височина 7 m и диаметър около 70 m, разположена на 200 – 300 m южно от река Голяма Камчия и на 1,5 km югоизточно от селото. Теренното археологическо проучване по брега на язовир „Тича“, долината на Голяма Камчия и по-малките ѝ притоци разкрива и второ селище от ранния халколит, с площ от 0,5 ha, разположено на 300 m югозападно от селото, на десния бряг на Голяма Камчия. В местността Саз гьол при микроязовир североизточно от селото след археологическо проучване на керамичния материал е регистрирано трето халколитно селище, което е напълно унищожено. Находките са специфични за културите Поляница и Коджадермен.